# Macon (Angola)
Macon Transportes Ltda. ist ein Transportunternehmen mit Sitz in Belas im Großraum Luanda, Angola. Es betreibt den innerstädtischen Busverkehr in Luanda, 64 interprovinzielle Strecken, zwei internationale Strecken sowie Frachtverkehr mit LKW. Das Unternehmen transportiert durchschnittlich 58 Millionen Passagiere im Jahr.

## Geschichte
Das Unternehmen wurde 2001 von Valdomiro Minoru Dondo gegründet, einem Brasilianer japanischer Abstammung, der 1985 nach Angola gekommen war. Er testete zunächst den Markt in Luanda mit einigen gebrauchten Omnibussen und baute danach mit einer Flotte von anfangs 25 Bussen ein innerstädtisches Busliniennetz in der Hauptstadt auf. Es folgten interprovinzielle Strecken sukzessiv in alle 18 Provinzen Angolas. Im Mai 2015 eröffnete Macon in Luanda den größten Busbahnhof des Landes mit einer Fläche von 10.000 m², davon 4600 m² bebaut, und einer Kapazität von täglich 7000 Passagieren. Im Oktober 2018 wurde die erste internationale Verbindung von Luanda nach Windhoek und Katima Mulilo in Namibia eingeführt. Im März 2019 folgte die zweite internationale Verbindung nach Kinshasa in der Demokratischen Republik Kongo.

## Flotte
Im März 2018 besaß das Unternehmen eine Flotte von 727 Bussen und LKW, im März 2019 kamen weitere 55 Busse aus China für 6,5 Mio. US-Dollar hinzu. Das Durchschnittsalter der Flotte beträgt drei Jahre.